# 梅津美琴
梅津 美琴（うめづ みこと、2007年9月1日 - ）は、日本将棋連盟所属の女流棋士。女流棋士番号は80。東京都文京区出身。戸辺誠七段門下。

## 棋歴

### 女流棋士になるまで
3月のライオンを見て興味を持ち将棋を始めた。父との対局がきっかけとなり小学4年生から将棋に没頭した。
アマチュア棋戦の戦績
2018年
- 8月4日、第52回東急小学生将棋大会（B級の部）優勝[3][4]
- 8月11日、第11回小学生駒姫名人戦（一般戦クラス）優勝[5][6]
- 10月8日、第50期女流アマ名人戦（Aクラス＝３級以上）3位[7]

2019年
- 7月15日、第13回小学生女子将棋名人戦・関東大会 準優勝[8]
- 8月18日、第13回小学生女子将棋名人戦・全国大会 優勝[9]
- 10月14日、第51期女流アマ名人戦（名人戦クラス）3位[10][11]。

2021年
- 1-2月、第4回名古屋城こども王位戦（オンライン大会 中学1年の部）優勝[12]
- 8月4日、第42回全国中学生選抜将棋選手権大会で女子の部4位[13]。

2022年
- 6月7日、第11回青少年将棋大会 関東大会（中学生クラス）優勝[2]

日本将棋連盟 研修会での動向
2021年
- 9月26日、関東研修会にB2クラスで入会[14]。
- 12月にB1クラスに昇級[14]。

2022年
- 4月までに研修会入会後の通算対局数が48局以上[14][注 1]となる。これにより、女流棋士入りの条件（女流2級の資格要件）の「研修会B2クラス以上に入会」「通算対局数48局以上」を満たす[15]。

### 女流棋士になってから
2022年7月1日付で日本将棋連盟所属の女流2級となる。
2025年4月1日、年度成績指し分け以上の昇段規定により女流初段へ昇段した。

## 棋風
* 得意戦法は振り飛車。

## 人物
- 趣味は手芸、ポケモン、三国志[1]。

## 昇段・昇級履歴
研修会
- 2021年09月26日 - 関東研修会入会（B2クラス）[14]

女流棋士
- 2022年07月01日 - 女流2級（研修会B2クラス・対局数48局） = プロ入り [1]
- 2024年04月01日 - 女流1級（年度成績指し分け以上・8勝以上／2023年度11勝11敗、女流通算15勝17敗)[17][18][19]
- 2025年04月01日 - 女流初段（年度成績指し分け以上・8勝以上／2024年度15勝12敗、女流通算30勝29敗[20][21][22]

## 主な成績

### 女流棋戦別成績
| 女流タイトル戦         |                                                                                |
| - 白玲戦・女流順位戦   | - 0第5期 D級13位 ／ 過去最高順位：D級5位（4勝4敗、第4期）                      |
| - 清麗戦               | - 0第7期 予選敗退（1勝・再挑戦2勝） ／ 過去最高：予選（1勝・再挑戦2勝、第7期） |
| - マイナビ女子オープン | - 第18期 本戦敗退（0勝） ／ 過去最高：本戦（0勝、第18期）                      |
| - 女流王座戦           | - 第15期 一次予選敗退（1勝） ／ 過去最高：二次予選（0勝、第13期）              |
| - 女流名人戦           | - 第52期 予選敗退（0勝） ／ 過去最高：予選（0勝、第50期・第51期・第52期）      |
| - 女流王位戦           | - 第36期 予選敗退（2勝） ／ 過去最高：予選（2勝、第36期）                      |
| - 女流王将戦           | - 第47期 予選敗退（2勝） ／ 過去最高：予選（2勝、第47期）                      |
| - 倉敷藤花戦           | - 第33期 3回戦進出・進行中（1勝） ／ 過去最高：1勝（第31期・第32期）           |

| 女流一般棋戦              |                         |
| - YAMADA女流チャレンジ杯0 | - 過去最高 0勝（第8回） |

### 在籍クラス
| 2023 | 3 |  |  |  |  | D31 | 6-2 |
| 2024 | 4 |  |  |  |  | D05 | 4-4 |
| 2025 | 5 |  |  |  |  | D13 |     |
| 女流順位戦の 枠表記 は挑戦者。右欄の数字は勝-敗(番勝負/PO含まず)。 順位戦の右数字はクラス内順位 ( x当期降級点 / *累積降級点 / +降級点消去 ) |   |  |  |  |  |     |     |

### 年度別成績
| 年度         | 対局数 | 勝数 | 負数 | 勝率   | (出典) | 女流通算成績 | 女流通算成績 | 女流通算成績 | 女流通算成績 | 女流通算成績 |
| ------------ | ------ | ---- | ---- | ------ | ------ | ------------ | ------------ | ------------ | ------------ | ------------ |
| 2022年度     | 10     | 4    | 6    | 0.4000 | [ 23 ] | 対局数       | 勝数         | 負数         | 勝率         | (出典)       |
| 2023年度     | 22     | 11   | 11   | 0.5000 | [ 18 ] | 32           | 15           | 17           | 0.4000       | [ 19 ]       |
| 2024年度     | 27     | 15   | 12   | 0.5555 | [ 21 ] | 59           | 30           | 29           | 0.5084       | [ 22 ]       |
| 通算         | 59     | 30   | 29   | 0.5084 | [ 22 ] |              |              |              |              |              |
| 2024年度まで |        |      |      |        |        |              |              |              |              |              |